# Murindó
Murindó – miasto w Kolumbii, w departamencie Antioquia.